# Stříbrná deska

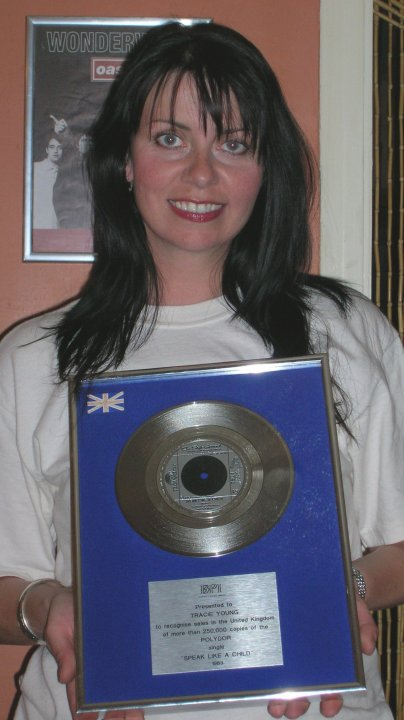
Stříbrná deska britské zpěvačky Tracie Young

Stříbrná deska je certifikát, který osvědčuje, že byl prodán předepsaný počet kopií hudebního nosiče. Stříbrná deska se uděluje pouze v několika málo zemích, jako je např. Velká Británie a Chorvatsko. 

## Předepsaný počet kopií
V Chorvatsku se stříbrná deska uděluje za prodaná hudební alba. Předepsaný počet je 3500 kopií. V Británii se stříbrná deska uděluje nejen za prodaná alba, ale také za prodané singly i za prodaná hudební DVD.
| 2011        | Stříbrná | Zlatá   | Platinová |
| ----------- | -------- | ------- | --------- |
| Alba        | 60 000   | 100 000 | 300 000   |
| Singly      | 200 000  | 400 000 | 600 000   |
| Hudební DVD | -        | 25 000  | 50 000    |